# Braunsbach
Braunsbach település Németországban, azon belül Baden-Württembergben. Lakosainak száma 2631 fő (2023. december 31.).

## Népesség
| Lakosok száma | 2655 | 2623 | 2533 | 2383 | 2414 | 2434 | 2460 | 2390 | 2458 | 2631 |
|               | 1961 | 1967 | 1974 | 1980 | 1987 | 1993 | 2000 | 2006 | 2013 | 2023 |